# Cơ học kết cấu
Cơ học kết cấu là một bộ môn khoa học kĩ thuật nghiên cứu về ứng xử cơ học của các kết cấu máy và công trình. Đối tượng nghiên cứu của Cơ học kết cấu là: thanh, hệ thanh, khung, dàn, dầm, tấm, vỏ. Bộ môn này cung cấp cho các kỹ sư và sinh viên các phương pháp phân tích và tính toán tính chất chịu lực của kết cấu máy, kết cấu xây dựng, tính toán kết cấu khi chịu các nguyên nhân tác dụng thường gặp trong thực tế.

## Kết cấu tĩnh định
Đây là loại hình kết cấu đơn giản trong đó kết cấu có đúng số liên kết (nội và ngoại) cần thiết để cố định nó trong không gian. Trong trường hợp này chúng ta luôn luôn có số ẩn số bằng số phương trình cân bằng tĩnh học. Nghiệm của bài toán thu được khi giải hệ phương trình tuyến tính cân bằng tĩnh học.

## Kết cấu siêu tĩnh
Đây là hệ có những liên kết thừa. Bậc siêu tĩnh của hệ được tính bằng số liên kết thừa. So với hệ tĩnh định, hệ siêu tĩnh có những đặc điểm sau: Nội lực trong hệ siêu tĩnh phân bố đều hơn, ứng suất và biến dạng nhỏ hơn so với hệ tĩnh định có cùng kích thước và tải trọng.